# Иван Васильевич Булгак Патрикеев
Ива́н Васи́льевич Булга́к Патрике́ев (ум. 14 апреля 1498) — князь, московский боярин, наместник и воевода во времена правления Василия II Васильевича Тёмного и Ивана III Васильевича, старший из двоих сыновей боярина князя В. Ю. Патрикеева. По его прозвищу Булгак ближайшие потомки назывались князьями Булгаковыми.

## Биография
В 1457 году вместе с братом Д. В. Щеней и дядей И. Ю. Патрикеевым дал земельный вклад в митрополию. В 1475 году пожалован в бояре, в октябре, «на паметь святаго Аверкия Ерапольского», ходил в числе прочих «бояр» с великим князем «в Великий Новгород миром». В начале 1481 года вместе с князем Я. В. Оболенским, как новгородский наместник и первый воевода ходил в Ливонию, осаждал Феллинский замок, опустошил многие ливонские области. В марте этого года осадил Вильян, с которого взял откуп и нанеся неприятелю много вреда с большим пленом и великою добычей возвратился в Москву. В 1493 году второй воевода войск в походе в Вязьму. В 1495 году в качестве сына боярского сопровождал великого князя в походе к Новгороду.
Умер в апреле 1498 года.

## Семья
От брака с Ксенией Ивановной, дочерью Ивана Ивановича Всеволожского оставил четверых сыновей:
- Булгаков Иван Иванович Мешок (ум. 14 апреля 1498)  — боярин.
- Булгаков Михаил Иванович Голица
- Булгаков Андрей Иванович Курака
- Булгаков Дмитрий Иванович